# 悠遊!オフタイム
『悠遊!オフタイム』（ゆうゆう オフタイム）は、2006年10月18日から2007年6月27日までBS朝日で放送されていた生活情報番組である。日本テレワークとBS朝日の共同製作。

## 概要
当時シニアコミュニケーションが運営していた中高年向けのコミュニティサイト『STAGE』との連動番組で、同サイトの登録者たちから取ったアンケートの集計結果を毎回の企画に活用していた。取り上げる話題も『STAGE』同様、2006年当時の50代やそれ以上の世代向けの話題が中心だった。番組は、「オフタイム・リサーチ」「オフタイム・トレンド」「オフタイム・ランキング」の3つのコーナーで構成されていた。
放送時間は毎週水曜 22:00 - 22:30 （日本標準時）。番組自体は毎週放送されていたが、新作の放送は隔週ペースであり、その翌週には過去の内容の再放送を行っていた。
なお、『STAGE』自体は番組の終了後も『シニアコム.JP』と改名された上で続けられており、シニアコミュニケーションが倒産した後には子会社であるシニアコムが事業を承継している。

## 出演者
- 司会：小堺一機
- アシスタント：高樹千佳子
- この他に毎回1人から2人のゲストが出演し、小堺たちとトークを繰り広げていた。

## スタッフ
- 構成：舘川範雄、水野宗徳
- 技術協力・編集：TDKビデオセンター
- 制作：日本テレワーク、BS朝日